# Joaquim de Camps i Arboix
Joaquim de Camps i Arboix   (Girona, 24 de gener de 1894 - Barcelona, 24 de gener de 1975) fou un jurista, historiador i polític català.

## Biografia
Llicenciat en dret a Barcelona el 1916. De jove milità a la Lliga Regionalista, i posteriorment a Acció Catalana Republicana esdevenint vicepresident de la Diputació de Girona (1931). El 1932, després del fracàs del seu partit a les eleccions al Parlament de Catalunya, s'afilià a Esquerra Republicana de Catalunya arribant a ser alcalde de Girona (1934 i 1936).
Durant els fets del sis d'octubre de 1934, essent alcalde gestor de la ciutat, proclamà l'Estat català i va hissar la bandera estelada al balcó de l'Ajuntament. El 1939 s'exilià a França i després a l'Argentina. Tornà a Catalunya el 1948, i fou president de la Societat Catalana d'Estudis Jurídics, Econòmics i Socials (1964) i membre de l'Acadèmia de Jurisprudència i Legislació (1965).
Es va dedicar als estudis agraris, publicant Les cases pairals catalanes (1965), entre d'altres; també va publicar obres sobre problemes polítics, sobre temes jurídics, sobre història de Catalunya i estudis biogràfics com ara Duran i Bas (1961). Va col·laborar a Quaderns de Perpinyà, Destino, Revista Jurídica de Catalunya i Revista de Derecho Agrario Español.

## Publicacions
Sobre temes polítics
- Després del 6 d'octubre. Una política d'esquerra a Catalunya (1935)
- L'estat modern (1961)

Sobre temes jurídics
- Modernitat del dret català (1953, premi Duran i Bas 1952)
- Bibliografía del derecho catalán moderno (1958)

Sobre història de Catalunya
- Torroella de Montgrí (1911)

- La reivindicació social dels remences (1960)
- El tancament de caixes (1961)
- El Decret de Nova Planta (1963)
- El Memorial de Greuges (1968)
- La Mancomunitat de Catalunya (1968)
- El Parlament de Catalunya (1932-1936) (1976)

Biografies
- Verntallat, cabdill dels remences (1955, premi Aedos 1953)
- Duran i Bas (1961)
- Josep M. Pi i Sunyer (1963)

Estudis agraris
- La propiedad de la tierra y su función social (1953)
- Arrendamientos rústicos (1955)
- Estudi complet sobre La masia catalana (1959)
- Les cases pairals catalanes (1965)
- Història de l'agricultura catalana (1969)

## Fons personal
El seu fons personal es conserva a l'Arxiu Nacional de Catalunya. Conté principalment la documentació relacionada amb els seus estudis agraris, jurídics, polítics, històrics i biogràfics: Història de l'agricultura catalana, Mancomunitat de Catalunya, Duran i Bas, i Modernitat del Dret Català, entre d'altres. També conté documentació sobre l'Acadèmia de Jurisprudència i Legislació de Barcelona i sobre el II Congrés Jurídic Català, i, finalment, un petit apartat personal i familiar.